# Удженто
Уджѐнто (на италиански: Ugento, на местен диалект Uscentu, Ушенту) е град и община в Южна Италия, провинция Лече, регион Пулия. Разположен е на 108 m надморска височина. Населението на общината е 12 327 души (към 2012 г.).